# Tango (film 1980)
Tango – polski awangardowy film animowany, zrealizowany w 1980 w Studiu Małych Form Filmowych Se-ma-for przez Zbigniewa Rybczyńskiego. Animacja opiera się na prostym pomyśle: wprowadzeniu do zamkniętej przestrzeni jak największej liczby osób wykonujących powtarzalne czynności. Tango okazało się wielkim sukcesem polskiej animacji, zdobywając pierwszego w historii Oscara dla polskiego filmu animowanego.

## Fabuła
Do małego pokoju, w którym znajduje się troje drzwi, okno, regał, dziecięce łóżeczko, tapczan oraz w centrum stół i trzy taborety, zaczynają wchodzić kolejne postacie. Widać trzy ściany, czwarta jest usunięta (jak w teatrze), aby widz mógł obserwować wydarzenia wewnątrz, następujące sekwencje śledzi ustawiona nieruchomo kamera. Pojawiają się kolejno:
- chłopiec wchodzący przez okno po piłkę, którą tu wcześniej wrzucił,
- karmiąca piersią matka, która odkłada niemowlę do łóżeczka,
- złodziej, który kradnie paczkę pozostawioną na regale,
- mężczyzna, który pozostawia kolejną paczkę w miejsce skradzionej,
- dziewczynka odrabiająca lekcje i puszczająca przez okno papierowy samolot,
- kobieta stawiająca na stole zupę,
- mężczyzna w podkoszulku, który zjada pozostawioną zupę,
- gimnastykujący się młodzieniec,
- kobieta z zakupami,
- mężczyzna, który próbuje zmienić żarówkę i spada ze stołu,
- kobieta patrosząca rybę,
- ubierająca się naga kobieta,
- mężczyzna z szeroką blaszaną rurą i starym sedesem (wynoszący śmieci),
- milicjant zakładający mundur,
- sprzątająca kobieta ze szczotką owiniętą w szmatę, która także zabiera przyniesione przez gości kwiaty,
- pijany mężczyzna z zakrwawionym czołem, popijający z flaszki wódkę,
- mężczyzna z kobietą niosący róże i wyjmujący dziecko z łóżeczka (goście),
- kochająca się na tapczanie para,
- matka przewijająca niemowlę,
- mężczyzna w szlafroku czytający przy stole gazetę,
- starszy mężczyzna w meloniku tresujący psa,
- staruszka w czerni, która z bólem głowy kładzie się na tapczanie.

Każda postać wykonuje przypisane sobie czynności i wychodzi, aby zaraz na nowo powrócić i powtórzyć cały cykl. W szczytowym momencie na ekranie widać jednocześnie 26 postaci, które nie zauważają się wzajemnie i nie wchodzą sobie w drogę. Gdy pokój zaczyna stopniowo pustoszeć, pozostaje w nim jedynie staruszka na tapczanie i piłka, którą pozostawił chłopiec. Staruszka wstaje, zabiera piłkę i jako ostatnia wychodzi z pokoju.

## Produkcja
Zbigniew Rybczyński realizował Tango blisko rok z uwagi na skomplikowany proces tworzenia. Zastosował technikę zdjęciową, polegającą na osobnym fotografowaniu każdej postaci, a następnie na układaniu ze zdjęć gotowej sekwencji animacji. Wielokrotnie nakładane na siebie ekspozycje wymagały dużej precyzji. Rybczyński, pracując nad filmem, przeniósł się do studia w Se-ma-forze. Później wspominał, że pracując nad Tangiem, w drodze do studia spotykał ludzi stojących w kolejkach sklepowych i wątpił w konieczność tworzenia nowych filmów animowanych.

## Odbiór
Tango wywoływało szereg różnorodnych interpretacji. Charles Solomon na łamach „Los Angeles Times” odczytał film Rybczyńskiego jako „komentarz do zbyt ciasnych mieszkań w polskich miastach i bolesnej  alienacji, którą ten stan rzeczy wywołuje”. Zdaniem francuskiego krytyka Jeana Paula Fargiera Tango jest bardziej syntezą różnych konwencji gatunkowych: „Wszystko widać równocześnie na tym samym planie: tragedia i burleska wyrażają się tutaj z finezją, ale zyskują na gęstości”. Interpretacja autorstwa Marcina Giżyckiego kładła z kolei większy nacisk na aspekty techniczne dzieła. Giżycki nazwał Tango „majstersztykiem Rybczyńskiego”, którego konstrukcja „jest bardzo konsekwentna i jasna”. Jednocześnie Giżycki określił film mianem „polskiego panopticum”, w którym przejawia się „galeria przeciętnych Polaków” reprezentujących różne stadia życiowe – od zapłodnienia do starczej śmierci. Zdaniem Daniela Szczechury: „Film prosty w pomyśle i oszczędny w środkach wywiera duże wrażenie. Po projekcji pada niezmienne pytanie: jak to było zrobione? Rzeczywiście czegoś podobnego się nie oglądało”. Zbigniew Benedyktowicz w swojej analizie przywiązywał większą uwagę do powiązań dzieła Rybczyńskiego z groteską Sławomira Mrożka oraz Tadeusza Kantora. Zdaniem Ryszarda Kluszczyńskiego rzeczywistość w filmie, choć zbudowana całkowicie z elementów powszechnie znanych, tworzy nową jakość, otwiera widza na „nowe obszary widzenia”. Sam Rybczyński odcinał się od różnorodnych interpretacji filmu. Na pytanie Marka Matouska, co oznacza Tango, reżyser odpowiedział: „Absolutnie nic”.

## Nagrody
| Rok  | Festiwal                                                      | Nagroda                           | Odbiorca            |
| ---- | ------------------------------------------------------------- | --------------------------------- | ------------------- |
| 1981 | Krakowski Festiwal Filmowy                                    | Brązowy Lajkonik                  | Zbigniew Rybczyński |
| 1981 | Krakowski Festiwal Filmowy                                    | Nagroda za muzykę                 | Janusz Hajdun       |
| 1981 | Ogólnopolski Konkurs Autorskiego Filmu Animowanego            | Nagroda Prezydenta Miasta Krakowa | Zbigniew Rybczyński |
| 1981 | Międzynarodowy Festiwal FIlmów Krótkometrażowych w Oberhausen | Wielka Nagroda Miasta Oberhausen  | Zbigniew Rybczyński |
| 1981 | Międzynarodowy Festiwal FIlmów Krótkometrażowych w Oberhausen | Nagroda FIPRESCI                  | Zbigniew Rybczyński |
| 1981 | Międzynarodowy Festiwal FIlmów Krótkometrażowych w Oberhausen | Nagroda Klubów Filmowych FICC     | Zbigniew Rybczyński |
| 1981 | Międzynarodowy Festiwal FIlmów Krótkometrażowych w Oberhausen | Wyróżnienie Jury Ewangelickiego   | Zbigniew Rybczyński |
| 1981 | Międzynarodowy Festiwal Filmów Krótkometrażowych w Huesce     | Nagroda Specjalna Jury            | Zbigniew Rybczyński |
| 1981 | Międzynarodowy Festiwal Filmów Krótkometrażowych w Huesce     | Nagroda Publiczności              | Zbigniew Rybczyński |
| 1981 | Międzynarodowy Festiwal Filmów Animowanych w Annecy           | Nagroda Główna „Kryształ Annecy”  | Zbigniew Rybczyński |
| 1981 | Międzynarodowy Festiwal Filmów Animowanych w Annecy           | Nagroda Publiczności              | Zbigniew Rybczyński |
| 1983 | Nagroda Amerykańskiej Akademii Filmowej                       | Najlepszy krótki film animowany   | Zbigniew Rybczyński |